# Air Tenang (Napal Putih)
Air Tenang is een bestuurslaag in het regentschap Bengkulu Utara van de provincie Bengkulu, Indonesië. Air Tenang telt 816 inwoners (volkstelling 2010).